# Edvard Glæsel
Edvard Glæsel, född 4 januari 1858, död 12 juni 1915, var en dansk trädgårdsarkitekt.
Glæsel gick 1874 i lära hos handelsträdgårdsmästare Ludvig Hansen på Vesterbrogade i Köpenhamn och var underträdgårdsmästare på Bregentved 1879-81. Därefter företog han en sjuårig studieresa till England, Frankrike och Tyskland, under vilken han genom sina studier av engelska parker lade grunden till sitt livsverk. År 1888 etablerade han sig som trädgårdsarkitekt i Köpenhamn och utförde de första åren flera större trädgårdsanläggningar tillsammans med trädgårdsinspektör Henry August Flindt.
Redan på 1890-talet hade han vunnit erkännande och fick talrika viktiga uppdrag. Bland de många privata parkanläggningarna kan nämnas Vemmetofte, Vallø, Vedbygård, Giesegård, och av offentliga anläggningar förtjänar särskilt att nämnas parkanläggningen vid rådhuset i Köpenhamn, Slottsparken i Malmö, Bispebjerg Kirkegård och Bispebjerg Hospital. Vid den internationella konstutställningen i Düsseldorf ställde han ut en del av sina arbeten, däribland ritningarna till Vestre Kirkegård, och han tilldelades en av de två guldmedaljerna för trädgårdskonst. I Sverige har han bland annat anlagt parken vid Kockenhus, nära Mölle i Skåne.